# Giuseppe Ricci (pittore)

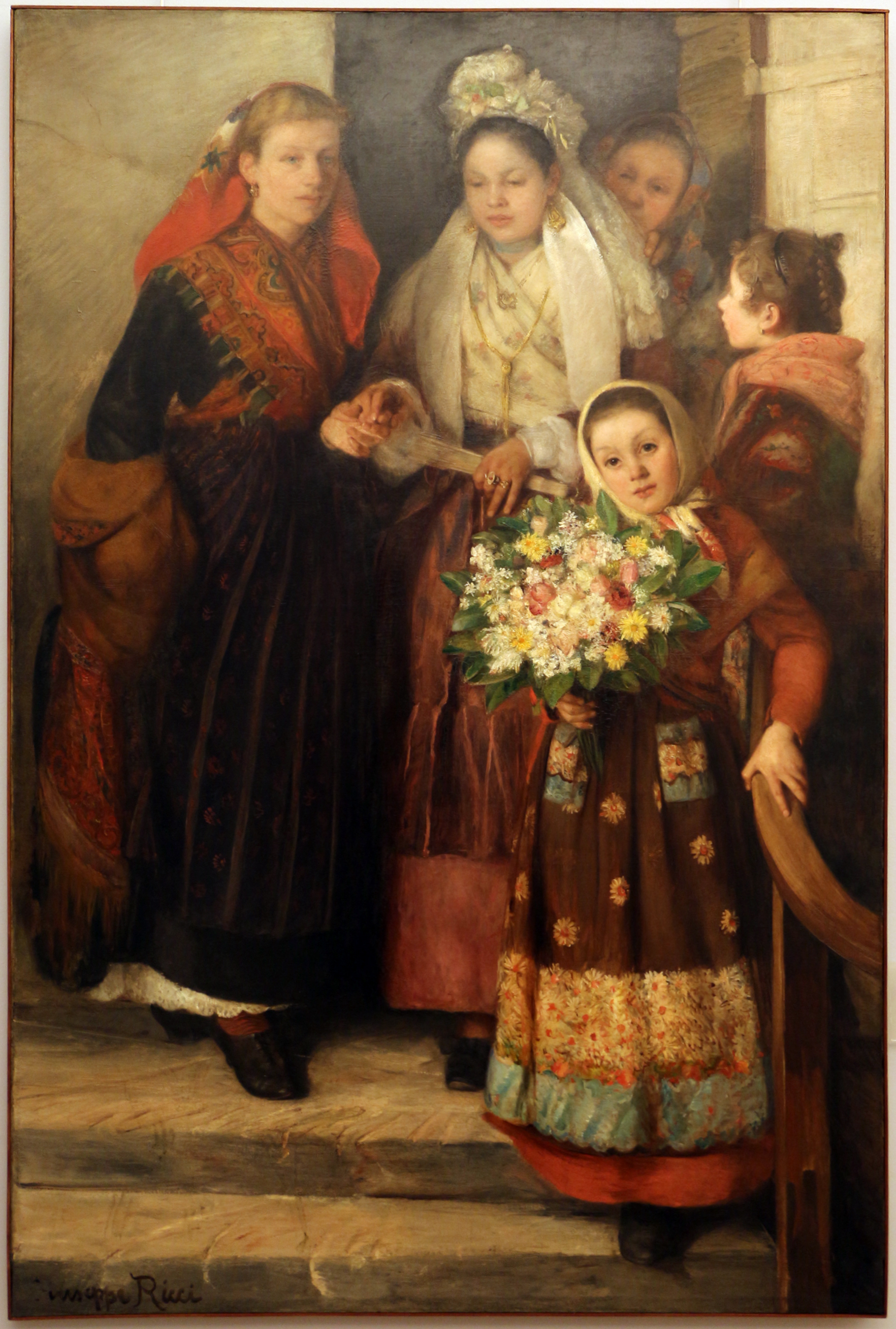
La sposa piemontese

Giuseppe Ricci (Genova, 1853 – Torino, 21 aprile 1901) è stato un pittore italiano.

## Biografia
Si formò prima a Torino con Enrico Gamba e poi a Parigi con Léon Bonnat. Fu fortemente influenzato dal pittore francese Eugène Carrière.
Nel 1880 espose Bozzeto di mendicante, all'Esposizione di Torino, Buon viaggio e alla Mostra di Belle Arti di Milano, la pittura in stile realista del Mendicante. Nel 1883 espose all'Esposizione di Roma Per la processione. Nel 1884 espose Diogene e In processione. Nel 1892 il Museo Civico di Torino acquisì Una lezione di musica. Nel 1900 dipinse Voci Intime, Madonna del Fiore (che vinse il Premio Alinari) e Le pain be'nit.